# Aranc
Aranc är en kommun i departementet Ain i östra Frankrike. Kommunen ligger  i kantonen Hauteville-Lompnès som ligger i arrondissementet Belley. Kommunens areal är 21,65 km². År 2022 hade Aranc 329 invånare.

## Befolkningsutveckling
Antalet invånare i kommunen Aranc
Referens: INSEE